# Arcidiocesi di San Cristóbal de la Habana

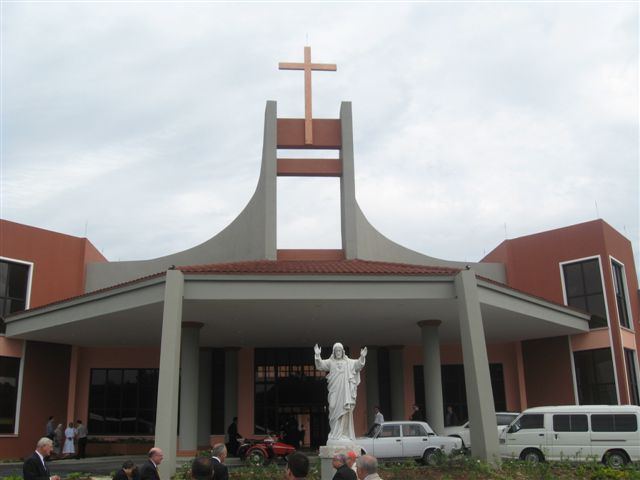
La chiesa del seminario maggiore dedicato ai Santi Carlo e Ambrogio.

L'arcidiocesi di San Cristóbal de la Habana (in latino: Archidioecesis Sancti Christophori de Habana) è una sede metropolitana della Chiesa cattolica a Cuba. Nel 2022 contava 2.534.000 battezzati su 2.635.000 abitanti. È retta dall'arcivescovo cardinale Juan de la Caridad García Rodríguez.

## Territorio
L'arcidiocesi comprende le province cubane di Mayabeque e di Artemisa, la città de L'Avana ed il municipio speciale dell'Isola della Gioventù (Isla de la Juventud).
Sede arcivescovile è la città dell'Avana, dove si trova la cattedrale dell'Immacolata Concezione (Inmaculada Concepción de María). Nella capitale dell'isola sorgono anche la basilica minore di Nostra Signora della Carità e il santuario nazionale di Gesù Nazareno del Rescate. A Santiago de las Vegas si trova il santuario nazionale di San Lazzaro.
Il territorio si estende su 7.542 km² ed è suddiviso in 86 parrocchie, raggruppate in 7 vicariati.

### Provincia ecclesiastica
La provincia ecclesiastica dell'Avana, istituita nel 1925, comprende due suffraganee:
- la diocesi di Matanzas,
- la diocesi di Pinar del Río.

## Storia
La diocesi di San Cristóbal de la Habana fu eretta il 10 settembre 1787, ricavandone il territorio dalla diocesi di Santiago di Cuba (oggi arcidiocesi). Originariamente era suffraganea dell'arcidiocesi di Santo Domingo e comprendeva anche la Louisiana e la Florida.
Il 25 aprile 1793 cedette una porzione del suo territorio a vantaggio dell'erezione della diocesi della Louisiana e delle due Floride (oggi arcidiocesi di New Orleans).
Il 24 novembre 1803 in virtù della bolla In universalis Ecclesiae regimine di papa Pio VII entrò a far parte della provincia ecclesiastica dell'arcidiocesi di Santiago di Cuba.
Il 20 febbraio 1903 cedette porzioni del suo territorio a vantaggio dell'erezione delle diocesi di Pinar del Río e di Cienfuegos.
Il 10 dicembre 1912 cedette un'altra porzione di territorio a vantaggio dell'erezione della diocesi di Matanzas.
Il 6 gennaio 1925 è stata elevata al rango di arcidiocesi metropolitana con la bolla Inter praecipuas di papa Pio XI.
L'arcidiocesi ha ricevuto in visita pastorale tre pontefici: Giovanni Paolo II nel 1998, Benedetto XVI nel 2012 e Francesco nel 2015.

## Cronotassi dei vescovi
Si omettono i periodi di sede vacante non superiori ai 2 anni o non storicamente accertati.
- Felipe José de Tres-Palacios y Verdeja † (30 marzo 1789 - 16 settembre 1799 deceduto)
- Juan José Díaz de Espada y Fernánez de Landa † (11 agosto 1800 - 12 agosto 1832 deceduto)
  - Sede vacante (1832-1846)[3]
- Francisco Fleix Soláus † (14 gennaio 1846 - 22 settembre 1864 nominato arcivescovo di Tarragona)
- Jacinto María Martínez y Sáez, O.F.M.Cap. † (27 marzo 1865 - 31 ottobre 1873 deceduto)
- Apolinar Serrano y Díaz † (23 settembre 1875 - 15 giugno 1876 deceduto)
  - Sede vacante (1876-1879)
- Ramón Fernández Piérola y Lopez de Luzuriaca † (4 settembre 1879 - 17 marzo 1887 nominato vescovo di Avila)
- Manuel Santander y Frutos † (17 marzo 1887 - 24 novembre 1899 dimesso[4])
- Donato Raffaele Sbarretti Tazza † (9 gennaio 1900 - 16 settembre 1901 nominato delegato apostolico nelle Filippine[5])
- Pedro Ladislao González y Estrada † (16 settembre 1903 - 2 gennaio 1925 dimesso[6])
- José Manuel Dámaso Rúiz y Rodríguez † (30 marzo 1925 - 3 gennaio 1940 deceduto)
- Manuel Arteaga y Betancourt † (26 dicembre 1941 - 20 marzo 1963 deceduto)
- Evelio Díaz y Cía † (21 marzo 1963 succeduto - 26 gennaio 1970 dimesso[7])
- Francisco Ricardo Oves Fernández † (26 gennaio 1970 - 28 marzo 1981 dimesso)
- Jaime Lucas Ortega y Alamino † (21 novembre 1981 - 26 aprile 2016 ritirato)
- Juan de la Caridad García Rodríguez, dal 26 aprile 2016

## Statistiche
L'arcidiocesi nel 2022 su una popolazione di 2.635.000 persone contava 2.534.000 battezzati, corrispondenti al 96,2% del totale.
| anno | popolazione | popolazione | popolazione | presbiteri | presbiteri | presbiteri | presbiteri                | diaconi | religiosi | religiosi | parrocchie |
| anno | battezzati  | totale      | %           | numero     | secolari   | regolari   | battezzati per presbitero | diaconi | uomini    | donne     | parrocchie |
| ---- | ----------- | ----------- | ----------- | ---------- | ---------- | ---------- | ------------------------- | ------- | --------- | --------- | ---------- |
| 1949 | 1.200.000   | 1.235.939   | 97,1        | 270        | 77         | 193        | 4.444                     |         | 476       | 1.108     | 62         |
| 1966 | 1.400.000   | 1.600.000   | 87,5        | 103        | 40         | 63         | 13.592                    |         | 98        | 178       | 66         |
| 1970 | 1.591.200   | 2.150.300   | 74,0        | 102        | 40         | 62         | 15.600                    |         | 85        | 188       | 66         |
| 1976 | 1.857.000   | 2.705.000   | 68,7        | 95         | 41         | 54         | 19.547                    |         | 94        | 188       | 66         |
| 1980 | 1.298.000   | 2.743.300   | 47,3        | 84         | 34         | 50         | 15.452                    |         | 84        | 174       | 66         |
| 1999 | 1.390.000   | 2.777.242   | 50,0        | 119        | 57         | 62         | 11.680                    | 17      | 109       | 238       | 81         |
| 2000 | 1.798.000   | 2.800.000   | 64,2        | 116        | 53         | 63         | 15.500                    | 17      | 105       | 212       | 81         |
| 2001 | 2.700.000   | 2.800.000   | 96,4        | 116        | 53         | 63         | 23.275                    | 17      | 117       | 220       | 83         |
| 2002 | 2.709.000   | 2.810.000   | 96,4        | 109        | 53         | 56         | 24.853                    | 21      | 101       | 220       | 83         |
| 2003 | 2.800.000   | 3.800.000   | 73,7        | 107        | 53         | 54         | 26.168                    | 21      | 98        | 228       | 83         |
| 2004 | 2.800.000   | 3.900.000   | 71,8        | 111        | 49         | 62         | 25.225                    | 23      | 79        | 348       | 102        |
| 2010 | 2.821.000   | 3.929.000   | 71,8        | 145        | 44         | 101        | 19.455                    | 24      | 135       | 265       | 109        |
| 2012 | 2.822.000   | 3.930.000   | 71,8        | 129        | 51         | 78         | 21.875                    | 27      | 103       | 185       | 85         |
| 2017 | 2.624.000   | 2.728.000   | 96,2        | 118        | 48         | 70         | 22.237                    | 26      | 92        | 200       | 85         |
| 2020 | 2.615.160   | 2.719.080   | 96,2        | 122        | 52         | 70         | 21.435                    | 20      | 93        | 180       | 86         |
| 2022 | 2.534.000   | 2.635.000   | 96,2        | 100        | 48         | 52         | 25.340                    | 25      | 76        | 180       | 86         |